# Jajur
Jajur ou Djadjour (en arménien Ջաջուռ) est une communauté rurale du marz de Shirak en Arménie. En 2008, elle compte 1 115 habitants.
Le peintre Minas Avétissian y est né. Un musée porte son nom, il présente un choix de ses œuvres. C'est dans ce village que les forces kémalistes massacrèrent environ 4000 civils arméniens dans la vallée de Herher (connue aussi comme Jardi Dzor)